# Neil Munro
Pour les articles homonymes, voir Munro (homonymie).
Neil Munro (né le 1er janvier 1947 et mort le 13 juillet 2009 à London en Ontario, Canada) est un acteur canadien.

## Filmographie
- 1981 : Tales of the Klondike (feuilleton TV)
- 1982 : Meurtre par téléphone (Murder by Phone) de Michael Anderson : Winters
- 1984 : The Other Kingdom (TV) : Andrews
- 1985 : In This Corner (TV) : Ambrose
- 1985 : Going to War : Max Cable
- 1986 : The Last Season : Matt Keening
- 1986 : Confidential : Hugh Jameson
- 1986 : Dancing in the Dark : Harry
- 1986 : Mistress Madeleine : Charles
- 1986 : The Rebellion of Young David : Father
- 1986 : Les Aventuriers du Nouveau-Monde (feuilleton TV) : La Motte
- 1987 : Starcom (série TV) : SHADO Emperor Dark / Sgt. Maj. 'Bull' Gruff (Starbase Command) (voix)
- 1987 : Wednesday's Children: Jenny
- 1987 : John and the Missus : Tom Noble
- 1988 : The Crown Prince : Father
- 1988 : L'Aigle de fer 2 (Iron Eagle II) : Strappman
- 1989 : Street Justice : Marty Evanoff
- 1990 : Les Derniers jours de bonheur (The Last Best Year) (TV) : Father Finley
- 1991 : Conspiracy of Silence (feuilleton TV) : RCMP Sgt. Murchison
- 1992 : Beethoven Lives Upstairs (TV) : Ludwig Van Beethoven
- 1992 : Gate II : Art
- 1992 : The Women of Windsor (TV) : Tony